# Мурањ (Ревуца)
Мурањ (слч. Muráň) насељено је мјесто са административним статусом сеоске општине (слч. obec) у округу Ревуца, у Банскобистричком крају, Словачка Република.

## Становништво
| Година:    | 1994. | 2004.   | 2014.   | 2024.   |
| ---------- | ----- | ------- | ------- | ------- |
| Број људи: | 1284  | 1258    | 1237    | 1167    |
| Разлика:   |       | -2,02 % | -1,66 % | -5,65 % |

| Година:    | 2023. | 2024.   |
| ---------- | ----- | ------- |
| Број људи: | 1175  | 1167    |
| Разлика:   |       | -0,68 % |

Према подацима о броју становника из 2011. године насеље је имало 1.253 становника.